# Blackwood (Familienname)
Blackwood ist ein ursprünglich schottischer Familienname.

## Herkunft und Bedeutung
Blackwood ist entweder ein Wohnstätten- oder ein Herkunftsname. Als Wohnstättenname bezeichnete er Personen, die in der Nähe eines dunklen, bewaldeten Gebiets lebten. Als Herkunftsname erfolgte die Benennung nach dem Siedlungsnamen Blackwood.

## Namensträger
- Adam Blackwood (1539–1613), schottischer Autor
- Algernon Blackwood (1869–1951), englischer Autor, Esoteriker und Theosoph
- Bobby Blackwood (1934–1997), schottischer Fußballspieler
- Caitlin Blackwood (* 2000), britische Schauspielerin
- Carol Blackwood (* 1953), britische Skirennläuferin
- Caroline Blackwood (1931–1996), britische Schriftstellerin, Journalistin und High Society-Lady
- Craig Blackwood (* 1956), neuseeländischer Squashspieler
- David Lloyd Blackwood (* 1941), kanadischer Maler
- Deneisha Blackwood (* 1997), jamaikanische Fußballspielerin
- Easley Blackwood (Bridgespieler) (1903–1992), US-amerikanischer Bridge-Spieler
- Easley Blackwood (Musikwissenschaftler) (* 1933), US-amerikanischer Musikwissenschaftler
- Frederick Hamilton-Temple-Blackwood, 1. Marquess of Dufferin and Ava (1826–1902), Generalgouverneur von Kanada und Vizekönig von Indien
- George Blackwood (* 1997), australischer Fußballspieler
- Ian Blackwood (* 1941), australischer Hindernis- und Langstreckenläufer
- Ibra Charles Blackwood (1878–1936), US-amerikanischer Politiker
- John Blackwood (Fußballspieler, 1877) (1877–1913), schottischer Fußballspieler
- John Blackwood (Fußballspieler, 1935) (* 1935), schottischer Fußballspieler
- Mackenzie Blackwood (* 1996), kanadischer Eishockeytorwart
- Margaret Blackwood (1909–1986), australische Botanikerin, Genetikerin und Hochschullehrerin
- Michael Blackwood (Dokumentarfilmer) (1934–2023), US-amerikanischer Dokumentarfilmer
- Michael Blackwood (Leichtathlet) (* 1976), jamaikanischer Leichtathlet
- Michael Blackwood (Fußballspieler) (* 1979), englischer Fußballspieler
- Robyn Blackwood (* 1958), neuseeländische Squashspielerin
- Sarah Blackwood (Sängerin, 1971) (* 1971), britische Sängerin der Band Client
- Sarah Blackwood (Sängerin, 1980) (* 1980), kanadische Singer-Songwriterin, Sängerin der Band Walk off the Earth
- Sina Blackwood (* 1962), deutsche Schriftstellerin, siehe Reni Dammrich
- Tyler Blackwood (* 1991), englischer Fußballspieler